# Кенні Андерсон (баскетболіст)
Кеннет «Кенні» Андерсон (англ. Kenneth Anderson; нар. 9 жовтня 1970, Квінз, Нью-Йорк, США) — американський професіональний баскетболіст, що грав на позиції розігруючого захисника за низку команд НБА. Гравець національної збірної США.

## Ігрова кар'єра
Починав грати в баскетбол у команді старшої школи архієпископа Моллоя (Квінз, Нью-Йорк). Вважався одним з найперспективніших баскетболістів США. На університетському рівні грав за команду Джорджія Тех (1989—1991), віддавши їй перевагу перед Північною Кароліною, Дюком та Сірак'юс, які хотіли бачити його в своїх рядах. 1990 року допоміг команді дійти до Фіналу чотирьох турніру NCAA.
1990 року завоював бронзу чемпіонату світу у складі збірної США.
1991 року був обраний у першому раунді драфту НБА під загальним 2-м номером командою «Нью-Джерсі Нетс». У свій перший сезон набирав 7 очок та 2 підбирання за гру. У другому сезоні подвоїв ці статистичні показники. В наступному сезоні набирав вже 18,8 очка та 9,6 асиста за гру. 1994 року разом з партнером по команді Дерріком Коулменом представляв команду Сходу на матчі всіх зірок.
1996 року був обміняний до складу «Шарлотт Горнетс».
Того ж року перейшов до «Портленд Трейл-Блейзерс», у складі якої провів наступні 2 сезони своєї кар'єри.
Наступною командою в кар'єрі гравця була «Бостон Селтікс», за яку він відіграв 4 сезони.
З 2002 по 2003 рік грав у складі «Сіетл Суперсонікс».
Частину 2003 року виступав у складі «Нью-Орлінс Горнетс».
Наступною командою в кар'єрі гравця була «Індіана Пейсерз», за яку він відіграв один сезон.
З 2004 по 2005 рік грав у складі «Атланта Гокс».
Частину 2005 року виступав у складі «Лос-Анджелес Кліпперс».
Останньою ж командою в кар'єрі гравця стала «Жальгіріс» з Литви, до складу якої він приєднався 2005 року і за яку відіграв один сезон.